# Y tú te vas
«Y tú te vas» es una canción de pop latino con influencias de balada escrita por el cantautor y músico ítalo-venezolano Franco De Vita, producida por René Luis Toledo e interpretada por el artista puertorriqueño-estadounidense Chayanne. Fue lanzado como el sencillo principal de su tercer álbum recopilatorio Grandes éxitos (2002). La canción se convirtió en un éxito en España y toda América Latina donde alcanzó el número uno al igual que con la canción Torero.

## Lista de canciones

### CD - Sencillo[8]
| Y tú te vas — Single |               |          |  |
| N.º                  | Título        | Duración |  |
| 1.                   | «Y tú te vas» | 4:43     |  |

## Videoclip
El video musical fue dirigido por Pablo Croce y producido por María Inés Vélez. Fue filmado el 27 de febrero de 2002 en Buenos Aires, Argentina, actualmente cuenta con más de 200 millones de vistas en su canal en YouTube.
La canción fue nominada al Grammy Latino en 2002 por Hot Latin Tema del año y Tema Latin Pop Airplay del Año en el cual su álbum resultó ganador.

## En la cultura popular
La balada romántica Y tú te vas fue usada para el tema principal de la telenovela venezolana de la cadena de televisión Venevisión en colaboración con la productora peruana Iguana Producciones Todo sobre Camila (2002-2003), protagonizada por Scarlet Ortiz y Segundo Cernadas.

## Listas
| Lista (2002)                     | Posición máxima |
| -------------------------------- | --------------- |
| US Billboard Latin Pop Songs     | 36              |
| Top 100 mexicano                 | 75              |
| Spanish Singles Chart            | 10              |
| Sweden Singles Chart             | 20              |
| U.S. Billboard Hot Latin Tracks  | 1               |
| U.S. Billboard Latin Airplay     | 1               |
| U.S. Billboard Latin Pop Airplay | 1               |

### Sucesión en las listas
| Predecesor: Quítame ese hombre de Pilar Montenegro | U.S. Billboard Hot Latin Tracks — Sencillo N°. 1 (Primera vuelta) 15 de junio de 2002 - 21 de junio de 2002 | Sucesor: Quítame ese hombre de Pilar Montenegro    |
| Predecesor: Quítame ese hombre de Pilar Montenegro | U.S. Billboard Hot Latin Tracks — Sencillo N°. 1 (Segunda vuelta) 29 de junio de 2002 - 5 de julio de 2002  | Sucesor: Quítame ese hombre de Pilar Montenegro    |
| Predecesor: Quítame ese hombre de Pilar Montenegro | U.S. Billboard Hot Latin Tracks — Sencillo N°. 1 (Tercera vuelta) 13 de julio de 2002 - 19 de julio de 2002 | Sucesor: Tú y yo de Thalía                         |
| Predecesor: Tú y yo de Thalía                      | U.S. Billboard Hot Latin Tracks — Sencillo N°. 1 (Cuarta vuelta) 27 de julio de 2002 - 23 de agosto de 2002 | Sucesor: El dolor de tu presencia de Jennifer Peña |

| Predecesor: Necesidad de Alexandre Pires | U.S. Billboard Latin Pop Airplay — Sencillo N°. 1 6 de abril de 2002 - 9 de agosto de 2002 | Sucesor: Yo puedo hacer de Ricardo Montaner |

| Predecesor: Por ese hombre de Brenda K. Starr featuring. Tito Nieves & Víctor Manuelle | U.S. Billboard Latin Tropical Airplay — Sencillo N°. 1 (Primera vuelta) 15 de junio de 2002 - 28 de junio de 2002 | Sucesor: Viviendo de Marc Anthony |
| Predecesor: Viviendo de Marc Anthony                                                   | U.S. Billboard Latin Tropical Airplay — Sencillo N°. 1 (Segunda vuelta) 6 de julio de 2002 - 9 de agosto de 2002  | Sucesor: Viviendo de Marc Anthony |